# Zelotes nitidus
Zelotes nitidus är en spindelart som först beskrevs av Tord Tamerlan Teodor Thorell 1875.  Zelotes nitidus ingår i släktet Zelotes och familjen plattbuksspindlar.
Artens utbredningsområde är Ukraina. Inga underarter finns listade i Catalogue of Life.